# Gwenaëlle Simon
Gwenaëlle Simon (* 20. března 1969 Dinan) je francouzská herečka. Začínala v divadle. V jedné roli ji viděl filmový režisér Éric Rohmer (který přišel na její pozvání), který ji následně obsadil do jedné z hlavních rolí ve svém filmu Letní příběh (1996). Později hrála v mnoha dalších filmech (Les Passagers, Vzhůru do revoluce!) a také v několika televizních seriálech (Blague à part, Vive les vacances!, Joséphine, ange gardien).

## Filmografie
- Dark Desires: Thelma (1994)
- Letní příběh (1996)
- Comme elle respire (1998)
- Sentimental Education (1998)
- Le domaine (1999)
- Les Passagers (1999)
- Le fétichiste (2000)
- Far from China (2001)
- Vzhůru do revoluce! (2001)
- Saltimbank (2003)
- Na ústa ne (2003)[3]
- Et dans le ciel, un papillon (2004)
- Svatební den (2005)
- La Fabrique du Conte d'été (2005)
- L'orizzonte degli eventi (2005)
- Lucas Ferré: Le plaisir du mal (2005)
- Voyage d'affaires (2008)
- La République (2009)
- Le Trait (2018)
- Alice et le maire (2019)